# Brad Arnold
Bradley Kirk Arnold (Escatawpa (Mississippi), 27 september 1978) is een Amerikaans popmusicus.
Hij groeide op in zijn geboorteplaats Escatawpa, Mississippi in de Verenigde Staten.
Arnold is de zanger van de Amerikaanse rockband 3 Doors Down.
Hij is bij de band begonnen als zanger en drummer. Op de eerste cd die ze opnamen, The Better Life heeft Brad gedrumd en gezongen. Zijn ouders wisten toen nog niet dat hij ook zong. Zijn vader zei tegen hem (toen hij met de cd thuiskwam en vertelde dat hij ook zong): Vertel het maar aan je moeder, misschien dat zij je gelooft. Voordat de cd uitgebracht werd had zijn vader hem nooit horen zingen.
De twee andere albums, Away From The Sun en Seventeen Days zijn ingedrumd door een studio-drummer. Vrienden van de band drummen tijdens de tour zodat Brad zich volledig kan richten op de zang.
Als Brad een nummer schrijft, doet hij dat achter het drumstel. Hij heeft het gevoel dat dat de enige manier voor hem is om nieuwe nummers te schrijven.
- Bibsys: 4082297
- Gemeinsame Normdatei: 136188672
- International Standard Name Identifier: 0000 0000 5811 1425
- Library of Congress Control Number: n2003072690
- MusicBrainz: 4f8f5670-0572-4e2f-86f5-d4ed6a3fb1f8
- Istituto Centrale per il Catalogo Unico: DDSV175448
- Virtual International Authority File: 80576194
- WorldCat: E39PBJk4B9xFfMpBx3hFJPPYT3